# UMID
UMID (англ. Unique Material Identifier) — уникальный идентификатор аудиовизуального материала, определённый в SMPTE 330M. Это специальный глобально-уникальный 64-байтный код (пример: 359ABAEB603805D808004602022F7EA5), автоматически генерируемый локально по ходу порождения материала и внедряемый в медиа-файл или медиа-поток. Призван упростить дальнейший поиск, отслеживание, предоставление доступа к медиа-материалу. Основной задачей UMID является идентификация материала в системах хранения данных, в течение всего процесса последующей обработки, вещания/распространения. В частности, для связи материала и соответствующих ему метаданных. Каждый отдельно отснятый фрагмент получает свой UMID.
Формат UMID состоит из двух частей по 32 байта каждая:
- обязательная базовая часть, которая содержит:
  - универсальный идентификатор маркера SMPTE-UMID
  - длина UMID
  - номер, идентифицирующий копию
  - уникальный номер, идентифицирующий фрагмент или материал
- сигнатура:
  - дата и время создания с точностью до фрейма
  - пространственные координаты камеры при съёмке оригинала
  - код страны
  - код организации
  - код, используемый производителем

UMID сыграл большую роль в распространении открытых форматов, таких как MXF (Material Exchange Format) и AAF (Advanced Authoring Format), и сегодня поддерживается ведущими производителями в аудиовизульной индустрии.